# タタール百科事典

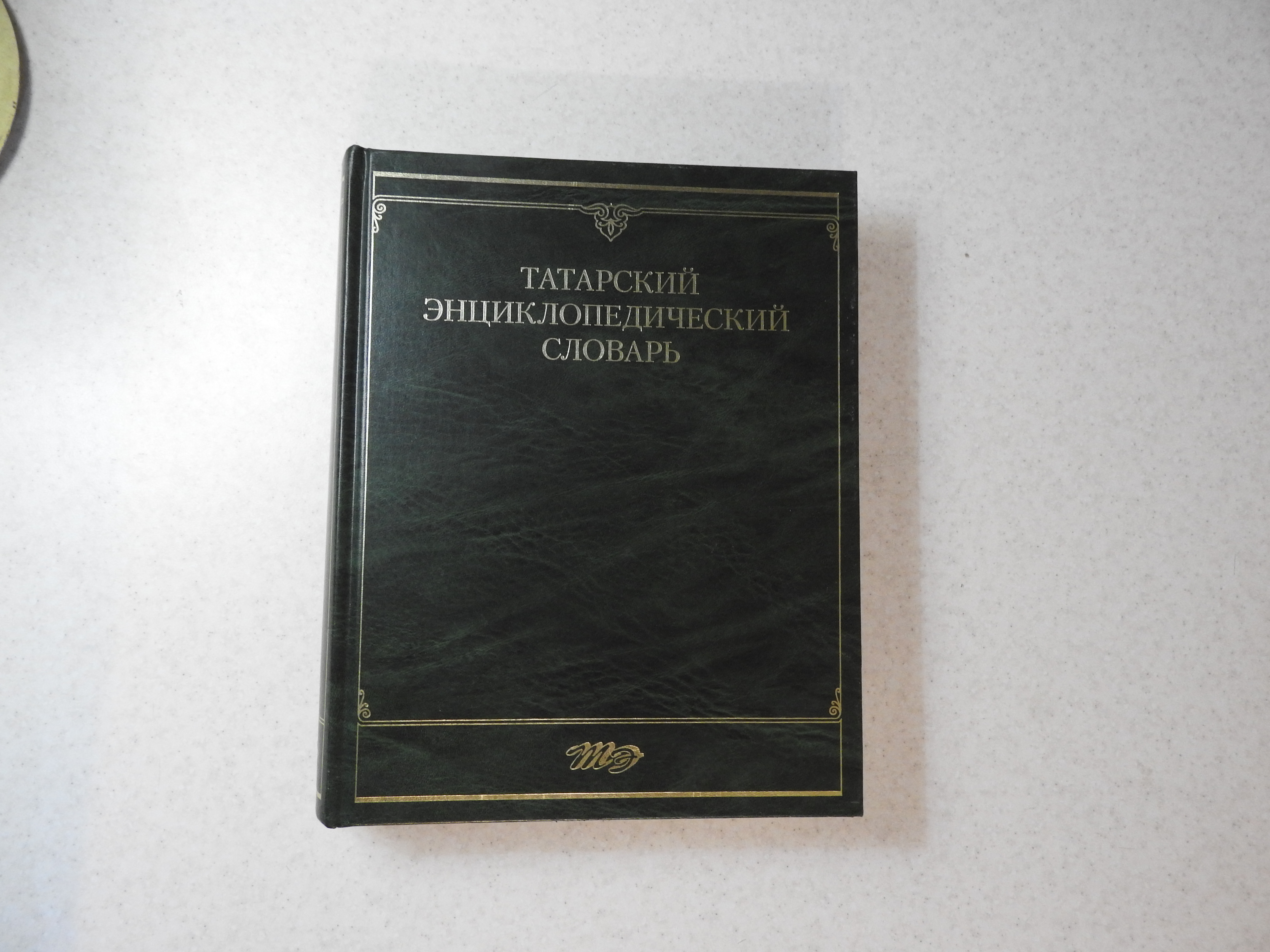

タタール百科事典（Tatar Énsíklopädiä Süzlege/Татар энциклопедия сүзлеге; TES, ТЭС ）は、タタール語で最初の百科事典である。タタール人、タタールスタン共和国の歴史について解説している。2002年刊行。17,000項目。
現在、ロシア語版の編集が行われている。編集主任はM. X. Xäsänev、編集責任者はG.S. Sabircanovである。